# Гюнтер, Ригоберт
Ригоберт Гюнтер (нем. Rigobert Günther; 18 мая 1928, Магдебург — 2 апреля 2000, Лейпциг) — немецкий историк.

## Биография
Родился в рабочей семье. В декабре 1944 года был призван на военную службу, в апреле 1945 года попал в советский плен. В августе освобождён, в 1947 году закончил ремесленное училище, получив специальность в области книготорговли. В течение полутора лет работал бухгалтером в издательстве. В 1947 году вступил в Социалистическую единую партию Германии, в 1948 году стал членом Общества изучения культуры Советского Союза.
В 1949—1953 годах учился в университете Галле. В 1957 году в Лейпцигском университете присуждена степень доктора философии по истории. Хабилитировался в 1962 году. С 1962 года преподаватель истории античности Лейпцигского университета, в 1965—1992 годах профессор.
С 1984 года член Саксонской академии наук в Лейпциге.

## Труды
- Гюнтер Р., Корсунский А. Р. Упадок и гибель Западной Римской империи и образование германских королевств. — М.: Изд-во МГУ, 1984. — 256 с.